# Национальная коалиция сирийских революционных и оппозиционных сил
Национа́льная коали́ция сири́йских революцио́нных и оппозицио́нных сил (араб. الائتلاف الوطني لقوى الثورة والمعارضة السورية‎) — коалиция оппозиционных групп, созданная во время гражданской войны в Сирии в Дохе (Катар) 11 ноября 2012 года с целью свержения президента страны Башара Асада. Президентом коалиции был избран Муаз аль-Хатиб, бывший имам мечети Омейядов в Дамаске, а вице-президентами правозащитница Сухейр аль-Атаси и бывший депутат Народного совета Сирии Риад Сейф. Мустафа аль-Сабаг занял пост генерального секретаря. Совет коалиции имеет 60 мест, из которых 22 выделены для Сирийского национального совета.
Национальная коалиция намеревается координировать военные действия против войск Башара Асада и управлять регионами, которые уже находятся под контролем повстанцев, и отказывается от какого-либо диалога с Башаром Асадом, намереваясь добиваться его свержения, в том числе, вооруженными методами. Как заявил представитель Сирийского национального совета (СНС) в Москве Махмуд аль-Хамза:
«Была принята декларация новой коалиции. В ней первым пунктом указывается свержение режима Асада и отказ от какого-либо диалога с ним. То есть главные лозунги революции в ней присутствуют».

## История создания Национальной коалиции
В течение недели вплоть до 11 ноября 2012 в Дохе проходили напряженные консультации между различными группировками сирийской оппозиции, собравшимися в столице Катара на очередную «объединительную» конференцию. Оппозиция была представлена на мероприятии достаточно широко, включая Сирийский национальный совет и «отпочковавшиеся» от него структуры. Ряд оппозиционных движений, действующих внутри Сирии, в частности Национальный координационный комитет, Народный фронт за перемены и освобождение и некоторые другие, от участия во встрече в Дохе уклонились. К контактам оппозиционеров активно подключались премьер-министр Катара, министр иностранных дел Турции, представители Госдепартамента США.
11 ноября 2012 в результате затяжной дискуссии участники договорились о формировании «Национальной коалиции сирийских революционных и оппозиционных сил». Новую структуру возглавил имам одной из мечетей Дамаска Муаз аль Хатиб, заместителями которого стали экс-парламентарий Риад Сейф и молодёжная активистка С. Атаси. По сообщениям СМИ, среди элементов согласованной политической платформы из 12 пунктов — обязательства участников добиваться свержения режима в Дамаске и не вступать в какой-либо диалог или переговоры с ним. Коалиция оппозиции рассчитывает получить международное признание, а вслед за тем сформировать временное правительство, а также надеется созвать учредительное собрание, когда действующая власть падёт.
Проект Национальной коалиции оппозиционных сил был предложен Риадом Сеифом при поддержке США. Заключить окончательное соглашение из 12 пунктов удалось лишь на третий день переговоров, в воскресенье 11 ноября 2012.
В военный совет Национальной коалиции вошли представители Свободной сирийской армии, которая играет ведущую роль в вооружённом сопротивлении правительственным войскам Башара Асада.
В коалицию вошёл и Сирийский национальный совет (СНС), до этого отказывавшийся от объединения с другими группами. Как заявил высокопоставленный член СНС Ахмед Рамадан: «Мы подчинились оказываемому на нас давлению и согласились быть частью нового образования в обмен на международные обещания, но без каких-либо гарантий».
Январь 2013 года. В рядах антиасадовской коалиции наметился раскол. Боевики группировки «Фронт ан-Нусра», связанной с «Аль-Каидой», заявили о своем желании внести коррективы в цели революции и создать шариатское государство, что вызвало негативную реакцию их союзников.
Командиры повстанцев уже заявили, что больше не будут сотрудничать с моджахедами и начнут бороться с ними уже на второй день после падения режима Башара аль-Асада. Повстанцы провели несколько боев под Алеппо без помощи своих бывших союзников.
Пост президента НКСРОС был вакантен с марта 2013 года, когда Муаз аль-Хатиб подал в отставку. С тех пор обязанности президента исполнял Джордж Сабра, лидер одной из коммунистических партий Сирии — Народно-демократической — и Сирийского национального совета.
6 июля 2013 года Национальная коалиция сирийских революционных и оппозиционных сил (НКСРОС) (по другому сокращению НКОРС) в результате голосования, проведенного в Стамбуле, избрала своего нового президента. Им стал Ахмад Аси Аль-Джарба. Совет также избрал трех вице-президентов: Фарука Тайфура, Салема Муслита и Сухаира аль-Атасси. Бадр Джамуса избран новым генеральным секретарём. В декабре 2014 Сирийский национальный совет вышел из Национальной коалиции НКСРОС в знак протеста против её переговоров с режимом Асада. 5 января 2015 года на должность президента избран Халед Ходжа. НКРОС считает своими вооружёнными силами Свободную сирийскую армию. Из-за нехватки собственных бойцов, признал Халед Ходжа, за эту армию часто воюет Джебхат-ан-Нусра, но, например, при освобождении Идлиба бойцы Джебхат-ан-Нусры составляли только 10 % всех бойцов оппозиции. К тому же иногда оппозиция, обычно воюющая против режима Дамаска и Исламского государства, даже воюет и против Джебхат-ан-Нусры.
Несмотря на официальный выход из НКРОС, поддерживающий, в отличие от НКРОС, связи с Кремлём Сирийский национальный совет (СНС) во главе с нелегальной коммунистической партией Сирии своих представителей из правительства Сирии НКРОС не отозвал. 10 из 19 членов Политического комитета НКРОС также являются членами СНС. В октябре 2015 года правительство Сирии НКРОС находится в Идлибе. Председатель СНС Джордж Сабра, выступая от имени правительства Сирии НКРОС, заявил, что представителей НКРОС на встречу в Вене по Сирии не пригласили, возможно, по настоянию США из-за оппозиции коалиции созданию курдской автономии в Сирии.

## Поддержка Национальной коалиции другими странами
7 ноября 2012
Один из оппозиционных лидеров Риад Сейф на конференции Сирийского национального совета (СНС) в столице Катара Дохе заявил, что президент Франции Франсуа Олланд обещал поставить оружие сирийской оппозиции, если та сумеет сплотиться.
12 ноября 2012
После съезда оппозиции в Катаре представитель Сирийского национального совета в Москве Махмуд аль-Хамза сообщил о том, что инициатор создания коалиции, бывший сирийский магнат Риад Сейф провел переговоры «минимум с десятком» европейских правительств. «Эти страны — Франция, Британия, Италия, Германия и США, ведущие западные страны, плюс Катар и Саудовская Аравия», говорит аль-Хамза. Некоторые из них, со слов аль-Хамзы, пообещали дать оружие, если коалиция сумеет объединить группировки, воюющие с войсками Башара Асада, под одним командованием. «Если будет единое руководство — будет и оружие, поскольку сейчас на Западе боятся, что оружие попадет в руки экстремистов, которые есть на территории Сирии. Создание военного руководства для всех вооруженных групп решит такую проблему, и можно будет получить качественное оружие, способное противостоять режиму Асада», — сказал аль-Хамза.
13 ноября 2012
Представитель Национальной коалиции Ясер Таббара заявил, что Запад обещал Национальной коалиции военную помощь в том случае, если она к 16 ноября 2012 сможет сформировать единый фронт.
19 ноября 2012
Министры иностранных дел 27 стран Евросоюза объявили о признании Национальной коалиции «законными представителями чаяний сирийского народа».
6 марта 2013
Национальная коалиция оппозиционных и революционных сил Сирии (НКСРОС) будет теперь представлять интересы страны в Лиге арабских государств.

## Международная реакция на создание Национальной коалиции
12 ноября 2012
 Саудовская Аравия  Бахрейн  ОАЭ  Оман  Катар  Кувейт
Страны Совета сотрудничества государств Персидского залива — Саудовская Аравия, Бахрейн, ОАЭ, Оман, Катар и Кувейт — официально объявили о признании коалиции оппозиционных сил Сирии легитимной силой, представляющей народ Сирии. Об этом говорится в коммюнике, распространенном от имени генсека ССГПЗ Абдуллатифа аз-Зайяни: «Страны ССГПЗ объявляют о признании Национальной коалиции сил сирийской революции (НКССР) в качестве законного представителя братского сирийского народа».
 США
Власти США поприветствовали создание в Сирии Национальной коалиции сирийской оппозиции и революционных сил. По заявлению заместителя официального представителя госдепартамента Марка Тонера: «Мы рады поддержать Национальную коалицию, берущую курс на окончание кровавого правления Асада и начало мирного, справедливого, демократического будущего, которого заслуживает весь сирийский народ».
 Россия
В Комментарии официального представителя МИД России А. К. Лукашевича в связи с завершением «объединительной» конференции сирийской оппозиции в Дохе, говорится, что: «В Москве внимательно продолжают следить за усилиями по объединению сирийской оппозиции. При этом главным критерием для нас, как мы уже не раз заявляли, остаётся готовность участников таких альянсов действовать на платформе мирного урегулирования конфликта самими сирийцами, без внешнего вмешательства, путём диалога и переговоров. В соответствии с консенсусными договорённостями, закрепленными в Женевском коммюнике „Группы действий“, мы продолжим контакты как с сирийским правительством, так и со всем спектром оппозиционных сил, настраивая их именно на такой конструктивный подход. Свою первоочередную задачу видим в содействии скорейшему прекращению кровопролития, спасению человеческих жизней и запуску переходного политического процесса в Сирии. Исходим из того, что таким же стремлением, вытекающим из соответствующих резолюций СБ ООН и Женевского коммюнике, должны руководствоваться все те, кто действительно думают о демократическом обновлении Сирии при уважении её суверенитета, независимости, единства и территориальной целостности».
13 ноября 2012
 Лига арабских государств
Министры иностранных дел Лиги арабских государств (ЛАГ) на своем заседании в Каире приветствовали создание оппозиционной коалиции, которую они назвали «легитимным представителем» оппозиции, но не признали её представителем всего народа Сирии.
 Великобритания
Министр иностранных дел Великобритании назвал создание оппозиционной коалиции «важным шагом».
 Китай
Представитель министерства иностранных дел Китая заявил, что Пекин поддерживает политическое разрешение конфликта «самими сирийцами».
 Франция
Президент Франции Франсуа Олланд заявил, что Париж признает Национальную коалицию оппозиции Сирии единственной законной властью страны. «Я объявляю, что Франция признает национальную сирийскую коалицию как единственного представителя сирийского народа и будущее временное правительство демократической Сирии, что позволит покончить с правительством Башара Асада».
 Германия
На встрече в Каире министр иностранных дел Германии Гидо Вестервелле призвал к сотрудничеству созданную недавно Национальную коалицию сирийской оппозиции и революционных сил. Перед встречей руководителей внешнеполитических ведомств Евросоюза и Лиги арабских государств, посвященной разрешению вооруженного конфликта в Сирии, он заявил, что слияние разрозненных оппозиционных групп в единый блок стало «важным шагом, который ещё должен оправдать себя». Также он сказал, что немецкое правительство намерено и дальше поддерживать санкции против правящей верхушки Сирии во главе с Башаром Асадом. Вестервелле пригласил в Берлин главу объединённой сирийской оппозиции, исламского проповедника и ученого Ахмеда Моаза аль-Хатиба.
14 ноября 2012
 Франция
Президент Франции Франсуа Олланд на пресс-конференции в Елисейском дворце назвал созданную в Катаре коалицию сирийской оппозиции (Национальную коалицию сирийских революционных и оппозиционных сил) «единственным представителем сирийского народа».
 США
Пресс-секретарь Госдепартамента США назвал оппозиционную коалицию легитимным представителем сирийцев, однако не стал заявлять о признании блока единственным представителем народа Сирии.
15 ноября 2012
 Турция
Министр иностранных дел Турции Ахмет Давутоглу на заседании ОИК в Джибути объявили об официальном признании Анкарой Сирийской национальной коалиции законным представителем сирийского народа, однако заявлений о принятии СНК в качестве единственной законной власти Сирии не последовало.
12 декабря 2012
 США
Президент США Барак Обама признал оппозицию Сирии «единственным легальным представителем» сирийского народа, отметив, что она стала достаточно «всеобъемлющей и репрезентативной». «Мы приняли решение о том, что коалиция в настоящее время в достаточной степени едина и может быть… законным представителем сирийского народа и оппозиции Сирии», — сказал Обама в интервью телеканалу АВС..

## Руководство
| №  | Фото | Президент                    | Начало правления | Окончание правления | Политическая партия                   | Примечания               |
| -- | ---- | ---------------------------- | ---------------- | ------------------- | ------------------------------------- | ------------------------ |
| 1  |      | Ахмед Муаз аль-Хатиб (1960—) | 11 ноября 2012   | 22 апреля 2013      | Беспартийный                          | —                        |
| —  |      | Джордж Сабра (1947—)         | 22 апреля 2013   | 6 июля 2013         | Сирийский национальный совет          | Исполняющий обязанности  |
| 2  |      | Ахмед Джарба (1969—)         | 6 июля 2013      | 9 июля 2014         | Сирийский национальный совет          | Переизбран 4 января 2014 |
| 3  |      | Хади аль-Бахра (1959—)       | 9 июля 2014      | 4 января 2015       | Беспартийный                          | —                        |
| 4  |      | Халед Ходжа (1965—)          | 4 января 2015    | 5 марта 2016        | Беспартийный                          |                          |
| 5  |      | Анас аль-Абдах (1967—)       | 5 марта 2016     | 6 мая 2017          | Сирийский национальный совет          |                          |
| 6  |      | Риад Сейф (1946—)            | 6 мая 2017       | 28 февраля 2018     | Беспартийный                          |                          |
| 7  |      | Абдуррахман Мустафа (1964—)  | 28 февраля 2018  | 29 июня 2019        | Сирийская туркменская ассамблея       |                          |
| 8  |      | Анас аль-Абда (1967—)        | 29 июня 2019     | 12 июля 2020        | Движение за справедливость и развитие |                          |
| 9  |      | Насер аль-Харири (1977—)     | 12 июля 2020     | 12 июля 2021        | Независимое революционное движение    |                          |
| 10 |      | Салем аль-Меслет (1959—)     | 12 июля 2021     | 12 сентября 2023    | Сирийский совет племён и кланов       |                          |
| 11 |      | Хади аль-Бахра (1959—)       | 12 сентября 2023 | 12 февраля 2025     | Беспартийный                          |                          |

## Мнения экспертов относительно создания Национальной коалиции
По мнению президента российского Института Ближнего Востока Евгения Сатановского, «Понятно, поскольку в свержении Асада задействованы не только Катар, Саудовская Аравия и Турция, но и США, и европейские державы, в первую очередь — Франция и Великобритания, их задача как раз и состоит в том, чтобы сколотить что-нибудь более приличное, чем те разрозненные исламистские отряды и полупартизанская племенная вольница, которые пока что воюют против Асада». «Пока этого не получилось: на сегодняшний день так называемая оппозиционная коалиция представляет из себя зрелище весьма жалкое и маловнятное, но для блезиру — почему бы и нет?». Также, комментируя заявления представителей Национальной коалиции о возможности поставок ей оружия, если последняя сумеет сплотиться, Евгений Сатановский заявил, что сирийские повстанцы и так уже получают оружие с Запада, и создание некоего «единого командования» нужно лишь как предлог, чтобы оправдать поставки современных сложных вооружений, позволяющих бороться с авиацией Асада.
По словам корреспондента Би-би-си в Бейруте Джима Мьюира, руководство новой коалиции тщательно сбалансировано, представляет разные части политического спектра и отныне будет восприниматься как голос всех сил, противостоящих Асаду. В ней есть представители курдов, христиан, алавитов — родной общины Асада, а также женских организаций Сирии. Возглавил коалицию один из ведущих умеренных исламских священнослужителей Дамаска, бежавший из Сирии Муаз Хатиб.